# Eurosistema
El Eurosistema es la autoridad monetaria de la eurozona (Estados de la Unión Europea cuya moneda es el euro). La institución está formada por el Banco Central Europeo, su núcleo, y los bancos centrales nacionales de los Estados de la eurozona. El Eurosistema nació como consecuencia del hecho de que no todos los Estados miembros de la Unión Europea adoptaron el euro y, por tanto, la institución que en un principio debería haberse encargado de la política monetaria, el Sistema Europeo de Bancos Centrales (SEBC), ha permanecido sin autoridad, dado que este lo forman todos los bancos centrales, se hayan o no integrado en el euro.

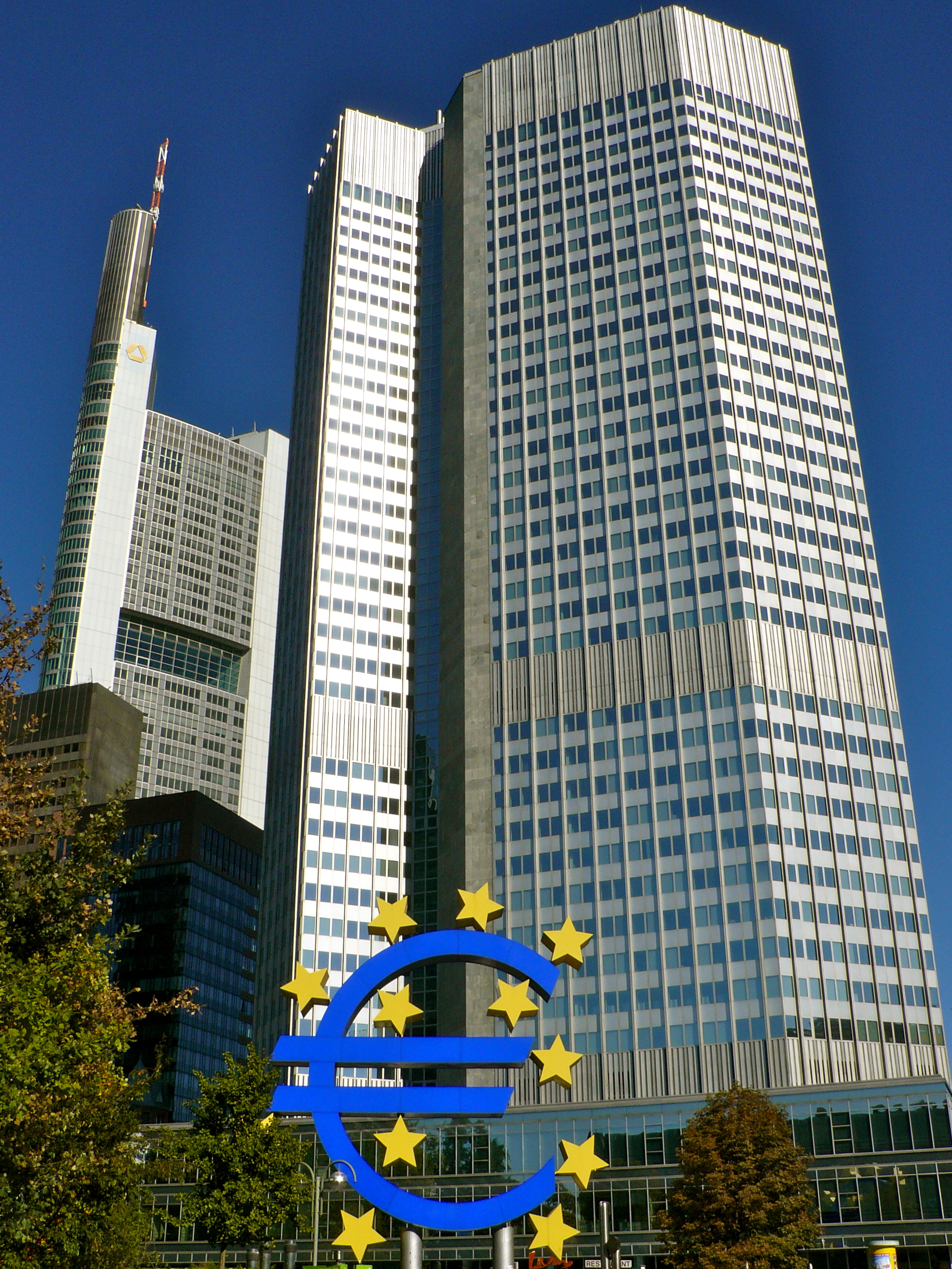
Fotografía del Banco Central Europeo,

Actualmente, el Eurosistema posee las terceras mayores reservas del mundo.
Para que un Estado sea admitido dentro de la eurozona y, por tanto, pueda participar en el Eurosistema, debe cumplir con los criterios de convergencia establecidos por el Tratado de la Comunidad Europea.

## Funcionamiento
La característica principal de una unión monetaria es la de compartir la misma moneda y, por tanto, que la política monetaria sea única para todas las regiones en las que circula la moneda, con una única autoridad para decidir sobre la liquidez del sistema. Por esta razón, el funcionamiento del Eurosistema se basa sobre la premisa que la política monetaria la decide única y exclusivamente el Consejo de Gobierno del Banco Central Europeo, mientras que los diversos Bancos Centrales de los Estados miembros ejecutan la política monetaria dictada por el BCE, es decir, se encargan de suministrar o retirar liquidez del sistema.
El objetivo primordial del Eurosistema es mantener la estabilidad de precios; en concreto, conseguir una inflación en la zona euro (calculada según estadísticas internas del BCE) «menor, pero cercana al 2%». Por otra parte, la institución también intenta preservar la estabilidad y la integración financiera en Europa, pero en ningún caso cualquier objetivo puede suplantar al de mantener la estabilidad de precios.
Los instrumentos de los que se dispone para dictar y aplicar la política monetaria son tres:
1. Las facilidades permanentes son operaciones que se realizan con el objetivo de aumentar o reducir la liquidez del sistema en un día, controlar los tipos de interés del mercado a un día y señalar al público orientación general de la política monetaria. Esto se consigue bien mediante la facilidad marginal, que consiste en proporcionar liquidez (en un principio sin límite máximo) a las entidades que lo deseen contra una garantía de activos, o bien mediante la facilidad de depósito, que consiste en permitir a las entidades que operan en el Eurosistema realizar depósitos a un día en los bancos centrales nacionales.
2. Las operaciones de mercado abierto consisten en operaciones de inyección de liquidez de forma regular mediante la ejecución de subastas por parte de los Bancos Centrales. Las operaciones con periodicidad semanal y vencimiento a una semana son la fuente de financiación esencial del sistema crediticio del Eurosistema. Las operaciones de periodicidad mensual y vencimiento a tres meses tienen por objetivo proporcionar liquidez a más largo plazo. Por otra parte, existen mecanismos para inyectar liquidez al sistema de forma rápida con el objetivo de suavizar cambios bruscos en los tipos de interés debido a fluctuaciones inesperadas, ya sea mediante la ejecución de subastas rápidas o con acuerdos bilaterales. Además, si el BCE desea ajustar la posición estructural del Eurosistema frente al sector financiero, el Eurosistema puede emitir deuda, realizar operaciones temporales y operaciones simples.
3. El mecanismo de reservas mínimas se aplica a las entidades que operan en la eurozona. Consiste en exigir a las entidades que hagan depósitos en el Banco Central por valor de un porcentaje determinado del total de depósitos que gestiona la entidad. El objetivo de este mecanismo es el de estabilizar los tipos de interés y aumentar el déficit estructural de liquidez. El porcentaje se determina basándose en el promedio de reservas diarias durante un período de mantenimiento de un mes.

## Integrantes actuales
- Unión Europea Banco Central Europeo
  -  Alemania: Deutsche Bundesbank
  -  Austria: Österreichische Nationalbank
  -  Bélgica: Banque nationale de Belgique
  -  Chipre: Kεντρική Τράπεζα της Κύπρου (Kentriki Trapeza tis Kyprou)
  -  Croacia: Hrvatska narodna banka
  -  Eslovaquia: Národná banka Slovenska
  -  Eslovenia: Banka Slovenije
  -  España: Banco de España
  -  Estonia: Eesti Pank
  -  Finlandia: Suomen Pankki
  -  Francia: Banque de France
  -  Grecia: Τράπεζα της Ελλάδος (Trapeza tis Ellados)
  -  Irlanda: Banc Ceannais na hÉireann
  -  Italia: Banca d'Italia
  -  Letonia: Latvijas Banka
  -  Lituania: Lietuvos Bankas
  -  Luxemburgo: Banque Centrale du Luxembourg
  -  Malta: Bank Ċentrali ta’ Malta
  -  Países Bajos: De Nederlandsche Bank
  -  Portugal: Banco de Portugal